# Rondo Solidarności w Gorzowie Wielkopolskim
Rondo Solidarności – rondo w Gorzowie Wielkopolskim na Osiedlu Dolinki, na skrzyżowaniu dróg do Zielonej Góry, Szczecina, Kostrzyna nad Odrą, Gdańska i Poznania.

## Ulice doprowadzające
- ul. Pomorska (kierunek Szczecin)
- ul. Okólna (kierunek Centrum)
- ul. Podmiejska Boczna
- ul. Podmiejska  (kierunek Poznań, Kostrzyn nad Odrą)
- ul. Podmiejska  (kierunek Gdańsk)

## Otoczenie
W pobliżu znajdują się m.in.:
- Zespół Szkół Gastronomicznych
- Liceum Plastyczne (ul. Bema),
- pawilon handlowy, w którym znajduje się m.in. sklep rowerowy, sklep wędkarski i supermarket Biedronka (ul. Okólna),
- gorzowski oddział Radia Eska (ul. Podmiejska Boczna),
- Radiowy Ośrodek Nadawczy  "Podmiejska" (ul. Podmiejska Boczna).

Kilkaset metrów od Ronda Solidarności znajduje się Rondo Santockie, jedne z najbardziej niebezpiecznych w Gorzowie.

## Komunikacja
Rondo jest ważnym węzłem drogowym w tej części miasta. Przez rondo przebiegają linie autobusowe: 102, 113, 114 oraz linie tramwajowe 1 i 3.